# Tibouchina discolor
Tibouchina discolor är en tvåhjärtbladig växtart som beskrevs av Alexander Curt Brade. Tibouchina discolor ingår i släktet Tibouchina och familjen Melastomataceae. Inga underarter finns listade i Catalogue of Life.